# Olešnice (Okrouhlice)
Olešnice, dříve také Volešnice (německy Woleschnitz) je vesnice, část obce Okrouhlice v okrese Havlíčkův Brod v Kraji Vysočina. Nachází se asi 1 km severozápadně od Okrouhlice. V roce 2009 zde bylo evidováno 76 adres. V roce 2001 zde trvale žilo 224 obyvatel. Protéká tudy Lučický potok, který je pravostranným přítokem řeky Sázavy.
Olešnice leží v katastrálním území Olešnice u Okrouhlice o rozloze 5,68 km2.

## Historie
První písemná zmínka o obci pochází z roku 1591. Do roku 1960 byla Olešnice samostatnou obcí.

## Pamětihodnosti
- Kříž na návsi